# The Flaming Lips
Флејминг липс (енгл. The Flaming Lips) је америчка рок група оснавана у Оклахоми 1983. године.

## Дискографија
- Hear It Is (1986)
- Oh My Gawd!!! (1987)
- Telepathic Surgery (1989)
- In a Priest Driven Ambulance (1990)
- Hit to Death in the Future Head (1992)
- Transmissions from the Satellite Heart (1993)
- Clouds Taste Metallic (1995)
- Zaireeka (1997)
- The Soft Bulletin (1999)
- Yoshimi Battles the Pink Robots (2002)
- At War with the Mystics (2006)
- Embryonic (2009)
- The Terror (2013)
- Oczy Mlody (2017)
- King's Mouth (2019)